# Lucilina tilbrooki
Lucilina tilbrooki är en blötdjursart som beskrevs av Colin Milne 1958. Lucilina tilbrooki ingår i släktet Lucilina och familjen Chitonidae.
Artens utbredningsområde är Queensland. Inga underarter finns listade i Catalogue of Life.